# Eliberarea Parisului
Eliberarea Parisului (cunoscută și ca Bătălia pentru Paris) a avut loc în timpul celui de-al doilea război mondial de pe 19 august 1944 până la capitularea garnizoanei germane pe 25 august. Parisul fusese administrat de autoritățile militare germane de la capitularea Franței din iunie 1940, când a fost înființat statul marionetă L'État Français cu capitala la Vichy.
Eliberarea a fost rezultatul insurecției organizate de rezistența franceză împotriva garnizoanei germane din Paris. Pe 24 și 25 august, Forțele Franceze din Interior au primit sprijinul Armatei de Eliberare a Franței Libere, iar insurecția s-a transformat în lupte de stradă, cu folosirea baricadelor, mitralierelor și tancurilor împotriva germanilor și milițiilor colaboraționiștilor.
Această luptă a marcat sfârșitul Operațiunii Overlord, ducând la eliberarea Franței, restaurarea  Republicii Franceze și desființarea L'État Français și fuga guvernului acestuia de la Vichy la Sigmaringen, în Germania.

## Contextul general
Strategia aliată urmărea distrugerea forțelor germane în retragere spre Rin. În același timp, Rezistența franceză condusă de Henri Rol-Tanguy a organizat o insurecție în capitala Franței. Comandantul suprem aliat Eisenhower nu a considerat Parisul un obiectiv prioritar. Obiectivele sale prioritare erau cucerirea Berlinului înaintea Armatei Roșii și încheierea victorioasă a războiului. Mai mult chiar, Eisenhower credea că este momentul nu este potrivit pentru un atac asupra Parisului. El dorea să evite un asediu de durată și distrugerea toatală a orașului, fiind informat asupra faptului că Hitler ordonase demolarea Parisului în cazul în care garnizoana germană ar fi fost obligată să se retragă. În cazul unui asediu, planificatorii aliați estimaseră că ar fi fost nevoie de cel puțin 4.000 t de alimente/zi pentru aprovizionarea locuitorilor orașului și în plus ar fi fost nevoie de un uriaș efort de restabilire a infrastructurii orașului distrus de lupte. Luptele ar fi blocat în regiunea Parisului o lungă perioadă de timp cel puțin o divizie aliată.
Totuși, Charles de Gaulle a negociat cu Aliații, amenințând că va trimite Divizia a 2-a blindată franceză (2ème DB) să lupte pentru eliberarea Parisului, pentru a preveni reprimarea insurecție din capitala franceză într-un mod asemănător cu a celei din Varșovia. Până în cele din urmă, Eisenhower a cedat insistențelor francezilor.
Pe 24 august, generalul Leclerc, comandantul Diviziei a 2-a blindate franceze, a refuzat să mai se supună ordinelor comandantului american Omar Bradley și a trimis o avangardă (la colonne Dronne) să intre în Paris. Mesajul lui Leclerc către parizieni era acela că întreaga divizie avea să intre în oraș a doua zi. Bradley a cedat în fața faptului împlinit, spunâd „OK, Leclerc, run into Paris...”. Avantgarda compusă din tancuri M4 Sherman, șenilate ușoare și infanterie motorizată, comandată de căpitanul Raymond Dronne, au fost primele trupe regulate aliate care au intrat în Paris. 

## Desfășurarea evenimentelor

### Greva generală (15–18 august)
Pe 15 august, în Pantin (o suburbie din nord-estul Parisului), s-a format un transport de 2.200 bărbați și 400 de femei – cu toții deținuți politici – care au fost trimiși în lagărul de concentrare de la Buchenwald – ultimul convoi de acest fel din Franța.
În condițiile în care luptătorii Forțelor Franceze Libere înaintau rapid spre Paris, metroul parizian, jandarmeria națională și poliția au intrat în grevă. În scurtă vreme au urmat poștașii pe 16 august și numeroase alte categorii de muncitori din Paris pe 18 august. Pe 18 august a izbucnit greva generală a tuturor parizienilor mobilizați de FFI.
Pe 16 august, 35 de tineri activiști ai FFI au fost trădați Gestapoului de un agent vichyist. Cei 35 au fost arestați în Bois de Boulogne și au fost executați.
Pe 17 august, Pierre Taittinger, președintele consiliului municipal, temându-se că gemanii ar fi putut dinamita punctele de importanță strategică din Paris, s-a întâlnit cu guvernatorul militar german al Gross Paris și comandant al garnizoanei capitalei, generalul Dietrich von Choltitz. Fiind conștienți că generalul Choltitz intenționa să încetinească cât mai mult posibil inaintarea aliaților, Taittinger și consulul general al Suediei, Raoul Nordling, au încercat să-l convingă pe Choltitz să nu distrugă Parisul.

### Insurecția FFI (19–23 august)
Pe 19 august, coloanele de tancuri, șenilate ușoare blindate și camione transportoare de trupe germane s-au deplasat pe Champs Elysees și au făcut ca zvonurile despre posibilul atac al trupelor aliate să se înmulțească.
După trecerea coloanelor germane, au izbucnit primele lupte dintre mebrii rezistenței franceze și soldații germani. Insurgenții au lipit afișe pe pereți chemând la „mobilizare generală” în condițiile în care „războiul continua”. Polițiștii, membrii Gărzii Republicane și Gărzii Mobile, jandarmii,  gardienii pușcăriilor, patrioții francezi, practic „toți bărbații de la 18 la 50 de ani capabili să poarte o armă” au fost chemați să se alăture „luptei împotriva invadatorilor”. Alte afișe aduceau asigurări că „victoria este aproape” și că „toți trădătorii vor fi judecați”. Afișele erau semante de „Comitetul parizian de eliberare” aflat sub autoritatea Guvernului provizoriu și „șefului regional colonelul Rol” (Henri Rol-Tanguy), comandatul FFI.
Odată cu creșterea intensității luptelor, mai multe unități mici ale Crucii Roșii s-au deplasat în oraș pentru a asigura asistența medicală răniților francezi și germani.

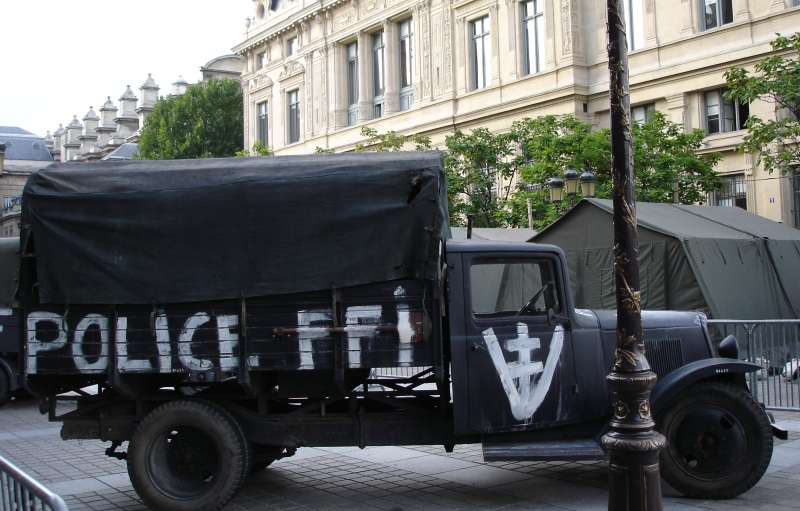
Camion capturat de la germani, cu însemnele insurgenților FFI

În aceeași zi în, o barjă plină cu mine navale a explodat și a distrus mai multe clădiri.
Pe 20 august au fost ridicate o serie de baricade pe străzile Parisului, iar insurgenții au început să se pregătească pentru ca să reziste unui asediu german. Au fost folosite camioane și copaci taiați, au fost săpate tranșee, iar piatra din pavaj a fost folosită pentru întărirea baricadelor. La construirea baricadelor au participat bărbați, femei, tineri și bătrâni, care au transportat materiale cu ajutorul cărucioarelor din lemn. Au fost capturate cisterne de combustibil și camioane ale armatei germane, marcate mai apoi cu însemnele FFI. Camioanele au fost folosite la transportul oamenilor, armelor și munițiiei de la o baricadă la alta.
Micul lagăr de concentrare „Fort de Romainville", locul unde erau închise și executate în special femeile din rezistența franceză începând cu octombrie 1940, a fost eliberat de insurgenți. În curtea lagărului zăceau mai multe cadavre abandonate de călăi.
Consulul suedez la Paris, Raoul Nordling, a mediat un armistițiu temporar între comandantul german al garnizoanei Parisului, Dietrich von Choltitz și o parte a luptătorilor FFI. Amândouă taberele aveau nevoie de timp: germanii pentru a-și întări pozițiile cu soldați și arme grele de pe frontul din apropiere, iar francezii pentru a-și reface stocurile de muniție.
Luptele au atins apogeul pe 22 august, când germanii au încercat o străpungere a liniilor franceze. Pe 23 august, la ora 9 dimneața, germanii au incendiat Grand Palais, aflat sub controlul luptătorilor  FFI, iar panzerele au deschis focul asupra baricadelor. Hitler a dat ordine clare cu privire la distrugerea orașului.
Aproximativ 1.500 de luptători din rezistență, ca și civili de altfel, au fost uciși în timpul luptelor din Paris.

### Intrarea în Paris a Diviziei a 2-a blindate franceze (24–25 august)
Pe 24 august, 35 de luptători ai rezistenței au fost executați lângă cascada din Bois de Boulogne. Au izbucnit lupte în Aubervilliers. În aceeași zi, mai târziu, avantgarda Diviziei a 2-a blindată sub comanda căpitanului Raymond Dronne a intrat în Paris și a înaintat până la Primăria capitalei (Hôtel de Ville).
A doua zi, generalul Leclerc în fruntea restului diviziei a intrat în Paris. Leclerc a preluat conducerea operațiunilor militare și au izbucnit lupte și în Montreuil.
În Pantin, unde aveau deja loc lupte pentru eliberare, resturile unităților germane au fugit spre est pe drumul spre Meaux. În timpul luptelor, au fost uciși 71 de soldați ai Diviziei a 2-a blindată, 225 au fost răniți, iar 35 de tancuri, 6 tunuri autopropulsate și 111 vehicule au fost avariate. În conformitate cu aprecierile istoricului Jacques Mordal, acesta a fost „o rată a pierderilor destul de ridicată pentru o divizie blindată”.

### Ultimatumul francez (25 august)
Pe 25 august la ora  10:30 dimineața, generalul Pierre Billotte, comandantul Brigăzii I blindate franceze a trimis un ultimatum generalului german von Choltitz. Raoul Nordling a jucat din nou rolul de mediator și a fost cel care a înmânat mesajul germanilor. Generalu francez făcea o scurtă trecere în revistă a situației din Paris. Punctele cheie fuseseră  cucerite de francezi. În opinia lui Billotte, rezistența germanilor nu putea duce decât la pierderi inutile de vieți omenești, orice rezistență fiind sortită din punct de vedere militar înfrângerii. Francezii erau dispuși să aștepte o jumate de oră de la primirea mesajului, după care germanii trebuiau să accepte capitularea sau să se aștepte la anihilarea totală. În cazul în care germanii s-ar fi predat, ei urmau să fie tratați corespunzător legilor războiului.

### Capitularea germană (25 august)
În ciuda ordinelor repetate date de Hitler în conformitate cu care capitala franceză „nu trebuia să cadă în mâinile inamicului decât ruinată complet” prin demolarea sistematică a podurilor și a clădirilor, (de aici și întrebarea „Arde Parisul?”, care este atât titlul unei cărți de memorii a lui Dietrich von Choltitz „... Brennt Paris?” și a unui film franco-american din 1966 „Paris brûle-t-il?/Is Paris Burning?”), guvernatorul militar și comandat al garnizoanei Parisului Dietrich von Choltitz a capitulat pe 25 august la cartierul general al generalului Leclerc de la Hotelul Meurice. Von Choltitz a fost ținut prizonier până în aprilie 1947. În cartea sa de memorii ... Brennt Paris? („Arde Parisul?”), publicată pentru prima oară în 1950, von Choltitz se consideră salvatorul capitalei franceze.
În ceea ce privește rolul jucat de von Choltitz în timpul luptelor, a apărut o controversă, care continuă până în ziua de azi, părțile franceză și germană privind total diferit problema. În Germania, von Choltiz este considerat ca un umanist erou care a salvat Parisul de la distrugerile ordonate de Hitler. În 1964, Dietrich von Choltitz a explicat într-un interviu înregistrat pe bandă magnetică motivele pentru care a refuzat să se supună ordinelor lui Hitler: „Dacă nu m-am supus pentru prima oară, asta a fost pentru că am știut că Hitler era nebun” („Si pour la première fois j'ai désobéi, c'est parceque je savais qu'Hitler déraisonnait”). În 2004, fiul generalului german, Timo, a dat un interviu canalului public France 2, în care a afirmat că tatăl său a refuzat să execute ordinele lui Hitler și a permis cu bună știință aliaților să preia controlul orașului în mod rapid și sigur, împiedicând implicarea rezistenței în lupte grele de stradă, care ar fi ruiant capitala franceză. Generalul von Choltitz ar fi fost conștient că războiul este pierdut și ar fi decis de unul singur să salveze Parisul.
În schimb, în Franța, această versiune este considerată o încercare de falsificare a adevărului istoric, de vreme ce von Choltitz este considerat un ofițer nazist credincios lui Hitler, implicat în numeroase acțiuni controversate precum:
- În 1940 și 1941 el a fost cel care a dat ordinele pentru distrugerea Sevastopolui și Rotterdamului.[12]
- În timpul luptelor din Paris:
  - Pe 23 august a ordonat incendierea Grand Palais, clădire ocupată de luptătorii FFI.[12]
  - Pe 19 august a ordonat distrugerea morilor din Pantin pentru a înfometa populația capitalei.[12]
  - Pe 16 august a ordonat executarea a 35 de membri ai rezistenței la cascada din Bois de Boulogne.[12]

Într-un interviu din 2004, veteranul rezistenței franceze Maurice Kriegel-Valrimont l-a caracterizat pe von Choltitz ca pe omul care „atâta vreme cât s-a putut, a omorât francezi, iar, când a încetat să-i mai omoare, a fost datorită faptului că nu mai era capabil să o mai facă”. Kriegel-Valrimont a afirmat că „nu numai că noi nu-i datorăm nimic, dar ca să-i acorzi vreun merit este o falsificare nerușinată a istoriei”. 
Documentarul „Eliberarea Parisului”, filmat clandestin în timpul luptelor rezistenței, aduce dovezi clare ale luptelor grele de stradă, contrazicând afirmațiile generalului von Choltitz și ale fiului său.
Pe de altă parte, protocoalele conversațiilor telefonice dintre von Choltitz și supeeioeii săi, descoperite la un moment dat în arhivele din Fribourg și analizate de istoricii germani, vin în sprijinul afirmațiilor lui Kriegel-Valrimont.
De asemenea, Pierre Taittinger și Raoul Nordling și-au arogat amândoi meritul de a-l fi convins pe von Choltitz să nu distrugă Parisul, după cum ordonase Hitler. Pierre Taittinger a pubhlicat o carte despre acest subiect: ...et Paris ne fut pas détruit (... și Parisul nu a fost distrus).

### Discursul lui Charles de Gaulle (25 august)
Pe 25 august, Charles de Gaulle, președintele guvernului provizoriu, și-a stabilit noul sediu în cadrul Ministerului de Război de pe strada Saint-Dominique, după care a ținut de la balconul primăriei pariziene un discurs însuflețitor în fața populației capitalei. Charles de Gaulle a amintit că Parisul a fost eliberat în primul rând prin lupta locuitorilor capitalei, cu ajutorul armatei franceze. De asemenea era amintit faptul că inamicul nu a fost înfrânt definitiv și că regiuni întinse ale țării erau încă sub stăpânire germană. De aceea, armata franceză și luptătorii FFI trebuiau să continue lupta alături de Aliați până la victoria finală. Nu în ultimul rând, ocuparea Franței și a Parisului de către germani era o lecție din care trebuiau trase învățămintele necesare.

### Paradele victoriei (26 și 29 august)

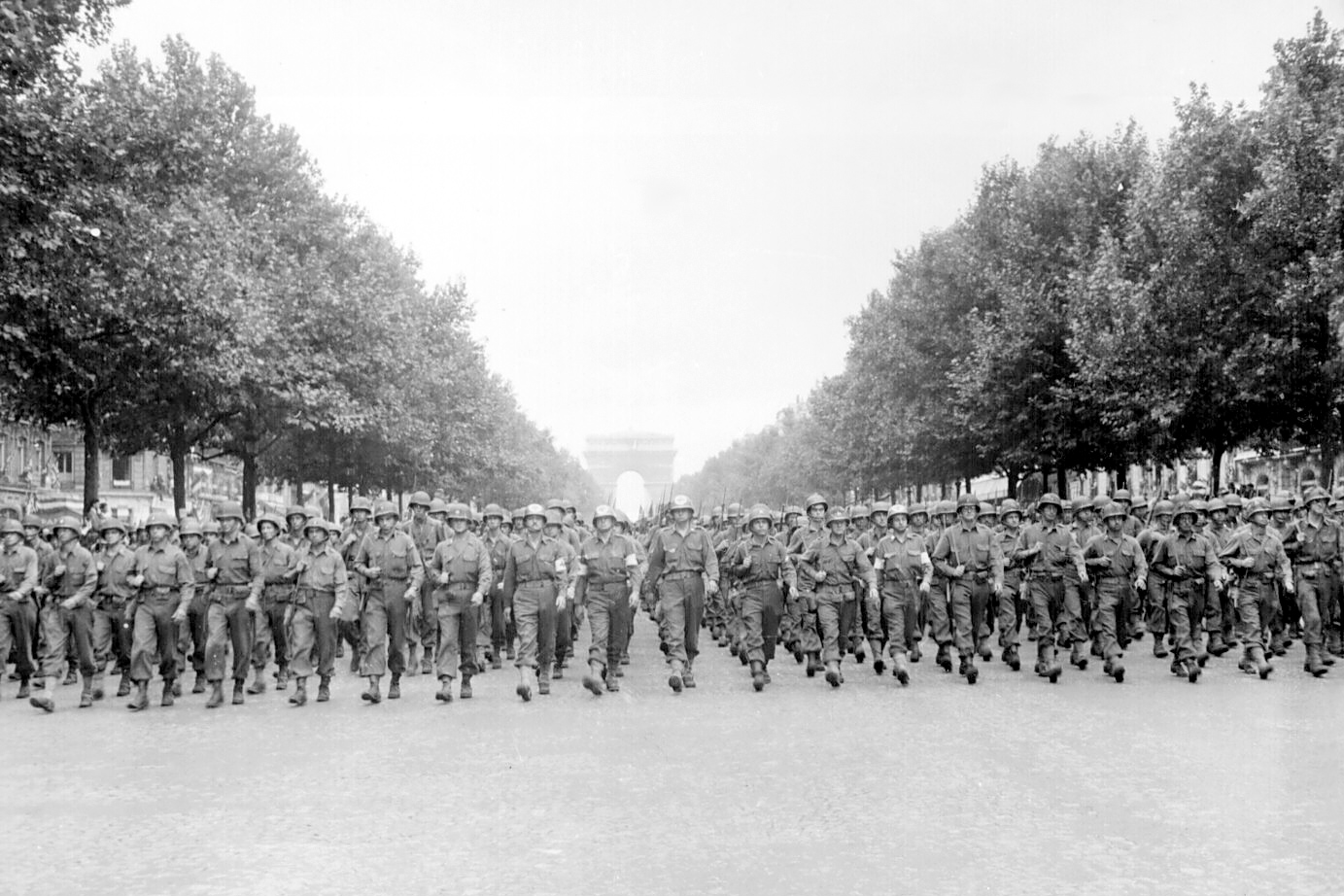
Divizia a 28-a americană mărșaluind prin Paris pe 29 august

Pe 26 august a urmat o paradă a victoriei pe Champs-Élysées, în condițiile în care în oraști germani izolați care nu fuseseră capturați încă.
Pe 29 august a avut loc o paradă combinată franco-americană, odată cu sosirea în capitală a Diviziei a 28-a de infanterie SUA. O mulțime entuziastă a întâmpinat defilarea Armatei de Eliberare (Armée de la Libération) și a americanilor pe străzile Parisului.

## Urmări

### Renunțarea la Guvernul Militar Aliat pentru Teritoriile Ocupate (AMGOT)

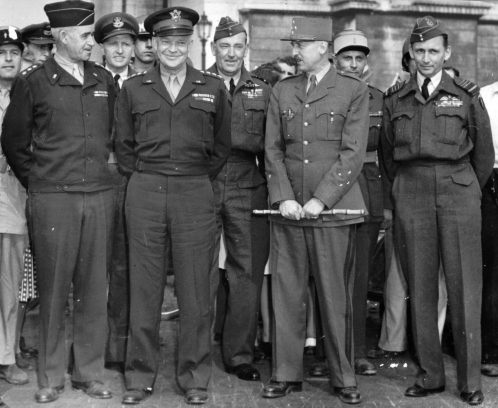
Generalii Eisenhower și Leclerc în Parisul Eliberat (1944)

Din punctul de vedere francez, eliberarea Parisului prin forțe proprii de către francezi fără sprijinul important al Aliaților a împiedicat guvernarea Franței de către Guvernul Militar Aliat pentru Teritoriile Ocupate (Allied Military Government for Occupied Territories) (AMGOT), așa cum s-a întâmplat în Germania și Japonia în 1945.

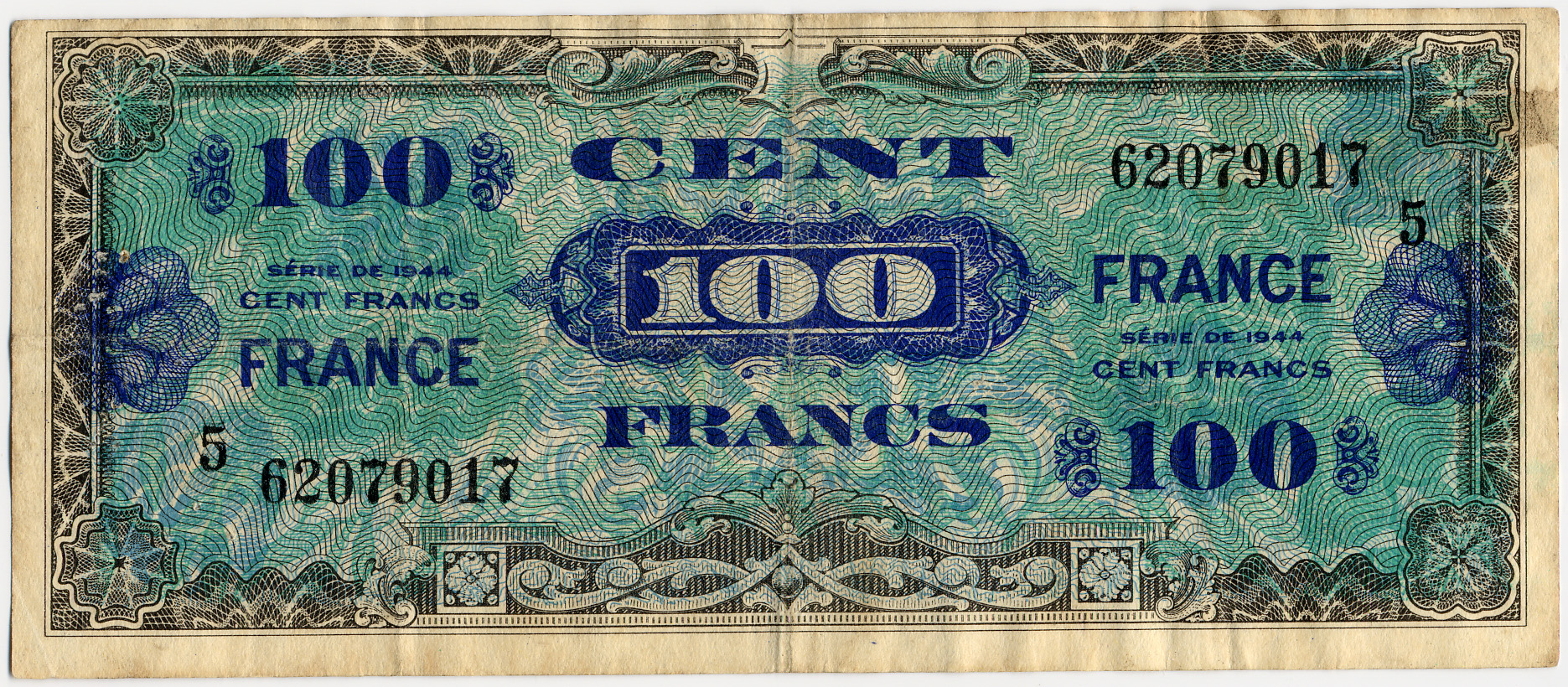
O bancnotă de 100 franci tipărită de americani și distribuită în Normandia în iunie 1944 ca parte a programului AMGOT.

Administrația AMGOT în Franța fusese stabilită de Statul Major american, dar opoziția fermă a lui de Gaulle la strategia lui Eisenhower, care urmărea înaintarea rapidă spre est și ocolirea Parisului pentru a face posibilă cucerirea Berlinului mai înainte ca Armata Roșie să ajungă acolo, a făcut ca Divizia a 2-a blindată franceză să atace spre capitala Franței și să desăvârșească eliberarea Parisului. În cadrul programului AMGOT pentru Franța, americanii tipăriseră bancnote numite „moneda steag” (monnaie drapeau) pentru a înlocui banii Regimului de la Vichy, după succesul Operațiunii Overlord. Aceste hârtii de valoare au avut o viață scurtă, președintele Guvernului provizoriu al Republicii Franceze, Charles de Gaulle, scoțându-le rapid din circulație după eliberarea Parisului.

### Unitatea națională
Înând seama de faptul că parizienii au reușit să-și elibereze prin forțe proprii capitala, guvernul liber francez și președintele Charles de Gaulle au avut suficient prestigiu și autoritate pentru ca să formeze guvernul provizoriu și să evite instaurarea unei guvernări militare aliate. Guvernul provizoriu a preluat din mers atribuțiile defunctului guvern colaboraționist de la Vichy (1940–1944). Noua putere a unit pe 9 septembrie rezistența divizată din punct de vedere politic, care includea în acel moment anarhiști, comuniști, gaulliști și naționalști, într-o guvernare de „unanimitate națională”.
În discursul său de la primăria Parisului, de Gaulle a insistat asupra necesității ca poporul francez să sprijine campania aliată în luptele pentru eliberarea restului Franței și să continue urmărirea inamicului în Benelux și Germania. De Gaulle dorea ca Franța să fie considerată „putere învingătoare”, nu doar o țară eliberată, ceea ce i-ar fi permis să refuze guvernarea militară gândită de americani (AMGOT). Pe 28 august, FFI – „combatanții fără uniformă” – au fost încorporați în noua Armată franceză (nouvelle armée française), care a fost echipată în întregime de americani (uniforme, arme, muniție și vehicule)  până prin deceniul al șaptelea.

### Franța – putere victorioasă

Zonele aliate de ocupați din Germania, 1946t

Unul dintre punctele de neînțelegere majoră dintre de Gaulle și „cei trei mari” aliați era acela că președintele Guvernului provizoriu al Republicii Franceze (GPRF), înființat pe 3 iunie 1944, nu era recunoscut ca reprezentant legitim al Franței. Deși de Gaulle era recunoscut ca lider al Franței Libere de către premierul britanic Churchill încă din 28 iunie 1940, poziția sa de președinte al GPRF nu fusese rezultatul unor alegeri democratice. Totuși, la trei luni după eliberarea Parisului și la o lună după formarea „guvernului de unanimitate națională”, Uniunea Sovietică, Regatul Unit și SUA au recunoscut GPRF ca reprezentant legitim al Franței (23 octombrie 1944).
În timpul discursului ținut la Paris imediat după eliberare, de Gaulle a afirmat că francezii nu trebuie să se mulțumească că, împreună cu aliații, vor fi capabili să alunge ocupantul german, ci vor trebui să-și dorească să continue lupta pe teritoriul german până la victoria finală. De Gaulle a subliniat astfel ambiția Franței de a considerată una dintre puterile învingătoare ale celui de-al doilea război mondial alături de principalii trei aliați – SUA, Anglia și URSS. Acest punct de vedere nu a fost împărtășit de Aliații occidentali, după cum a demonstrat-o primul act al capitulării Germaniei . Stabilirea zonei franceză de ocupație din Germania și din Berlinul de Vest a fost încununarea ambițiilor lui de Gaulle. Pretențiile similare ale polonezilor, care ar fi dorit să participe la ocuparea Germaniei, au fost respinse de Uniunea Sovietică. Acest fapt și lipsa de reacție a Aliaților occidentali a adâncit sentimentul polonezilor ca au fost trădați de occidentali

### Epurările legale
Mai mulți colaboraționiști francezi numiți „vichistes” – înalți funcționari ai L'État Français, membri ai forțelor paramilitare Milice française, implicați în luptele împotriva rezistenței franceze – au fost arestați și au devenit ținta epurărilor legale. Unii dintre colaboraționiști au fost executați fără judecată. Femeile acuzate de „colaborare orizontală” (întreținerea de relații intime) cu soldații germani au fost arestate, rase în cap, expuse public și uneori molestate de mulțimea furioasă.
Pe 17 august 1944, Pierre Laval a fost transferat de germani la Belfort. Pe 17 septembrie,  Philippe Petain și cam 1.000 de colaboratori (printre care și Louis-Ferdinand Céline) s-au mutat la  Sigmaringen. Aici a fost înființat „guvernul de la Sigmaringen”, care încerca să conteste legitimitatea Guvernului provizoriu al lui de Gaulle. Tot în septembrie s-a alăturat lui Petain și Laval. În Germania se aflau în acel moment cam 2 milioane de francezi. Cei mai mulți dintre ei erau persoane trimise la muncă forțată de STO (Service du Travail Obligatoire (Serviciul de Muncă Obligatorie) în conformitate cu prevederile armistițiului din 1940. Petain, care a protestat fața de transferul guvernului său impus de germani, a fost înlocuit de Fernand de Brinon. Guvernul în exil vichyist și-a încetat existența în aprilie 1945.

### „Ieri Strasbourgul, mâine Saigonul...”

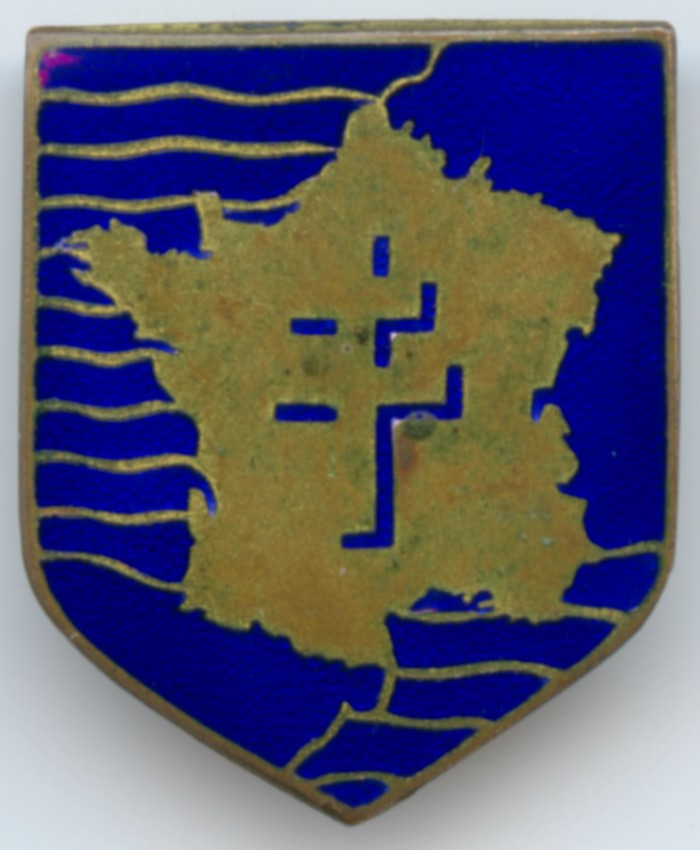
Insigna Diviziei a 2-a blindată franceză comandate de generalul Leclerc

Generalul Leclerc, comandantul Diviziei a 2-a blindată franceză, considerată cea mai prestigioasă unitate franceză, a condus „Corpul Expediționar Francez din Extremul Orient” (CEFEO), care a luptat în Indochina Franceză, ocupată în 1945 de Imperiul Japonez.
Posterele de recrutare ale CEFEO înfățișau un tanc Sherman marcat cu crucea de Lorena și avea textul „Ieri Strasbourgul, mâine Saigonul, înrolați-vă!”, făcând referire la de rolul de primă importanță al Diviziei a 2-a blindate franceze în eliberarea Parisului și Strasbourgului. Efortul de război al Franței în Indochina era prezentat de propagandă ca fiind o continuare a eliberărării patriei în cadrul aceluiași război.
Regimul de la Vichy colaborase cu Japonia după invazia din 1940, (iar mai târziu acceptase înființarea unei ambasade japoneze la Sigmaringen), ceea ce a făcut ca de Gaulle să declare război Japoniei pe 8 decembrie 1941, după atacul de la Pearl Harbor, și să creeze în 1943 un corp local de rezistență antiniponă numit „Corps Léger d'Intervention” (CLI). Pe 2 septembrie 1945, generalul Leclerc a semnat armistițiul cu Japonia din parte Guvernului provizoriu al Republicii Francezen în cadrul ceremoniei de la bordul vasului militar american Missouri.

### 1944–2004
Cu ocazia aniversării a 60 de ani de la eliberarea Parisului, au fost organizate două parade amintind de defilările din 26 și 29 august 1944. Au fost folosite vehicule de epocă. Una dintre parade amintea de trupele franceze, iar alta de cele americane. Parizienii au dansat pe strada din fața primăriei pe muzică din deceniul al patrulea.

### Omagierea eroilor luptei de eliberare
Pe 16 mai 2007, după alegerea sa în funcția de președinte al Franței, Nicolas Sarkozy o omagiat pe cei 35 de eroi ai rezistenței executați de germani pe 16  august 1944. Istoricul francez Max Gallo a povestit evenimetele din Bois de Boulogne, iar o elevă pariziană a citit ultima scrisoare a luptătorului pentru rezistență de numai 17 ani, Guy Môquet. În timpul discursului său, președintele Sarkozy a anunțat că această scrisoare era citită în toate școlile din Franța pentru a-i cinsti pe luptătorii rezistenței. După discurs, corul Gărzii Republicane Franceze a intonat imnul partizanilor Le Chant des Partisans. La scurtă vreme după această ceremonie, președintele francez a călătorit la Berlin pentru a se întâlni cu cancelarul Angela Merkel, ca simbol al reconcilierii franco-germane.

## La Libération de Paris
La Libération de Paris („Eliberarea Parisului”), cu titlul original l'insurrection Nationale inséparable de la Libération Nationale („insurecția națională inseparabilă de eliberarea națională”), a fost un scurt documentar filmat în perioada 16 -27 august de către luptătorii Rezistenței franceze. A  fost prezentat în cinematografele franceze începând cu 1 septembrie 1944.

## Filmografie
- La Liberation de Paris (1944)
- Arde Parisul? (1966)